# Arctia marchandi
Arctia marchandi är en fjärilsart som beskrevs av De Freina 1983. Arctia marchandi ingår i släktet Arctia och familjen björnspinnare. Inga underarter finns listade i Catalogue of Life.